# دانیل نوارو
دانیل نوارو (اسپانیایی: Daniel Navarro‎؛ زادهٔ ۱۸ ژوئیهٔ ۱۹۸۳) دوچرخه‌سوار اهل اسپانیا است.
از باشگاه‌هایی که در آن رکاب زده‌است می‌توان به تیم آستانه، تیم تینکوف، و تیم دوچرخه‌سواری کوفیدیس اشاره کرد.